# Jan David Pasteur (politicus)

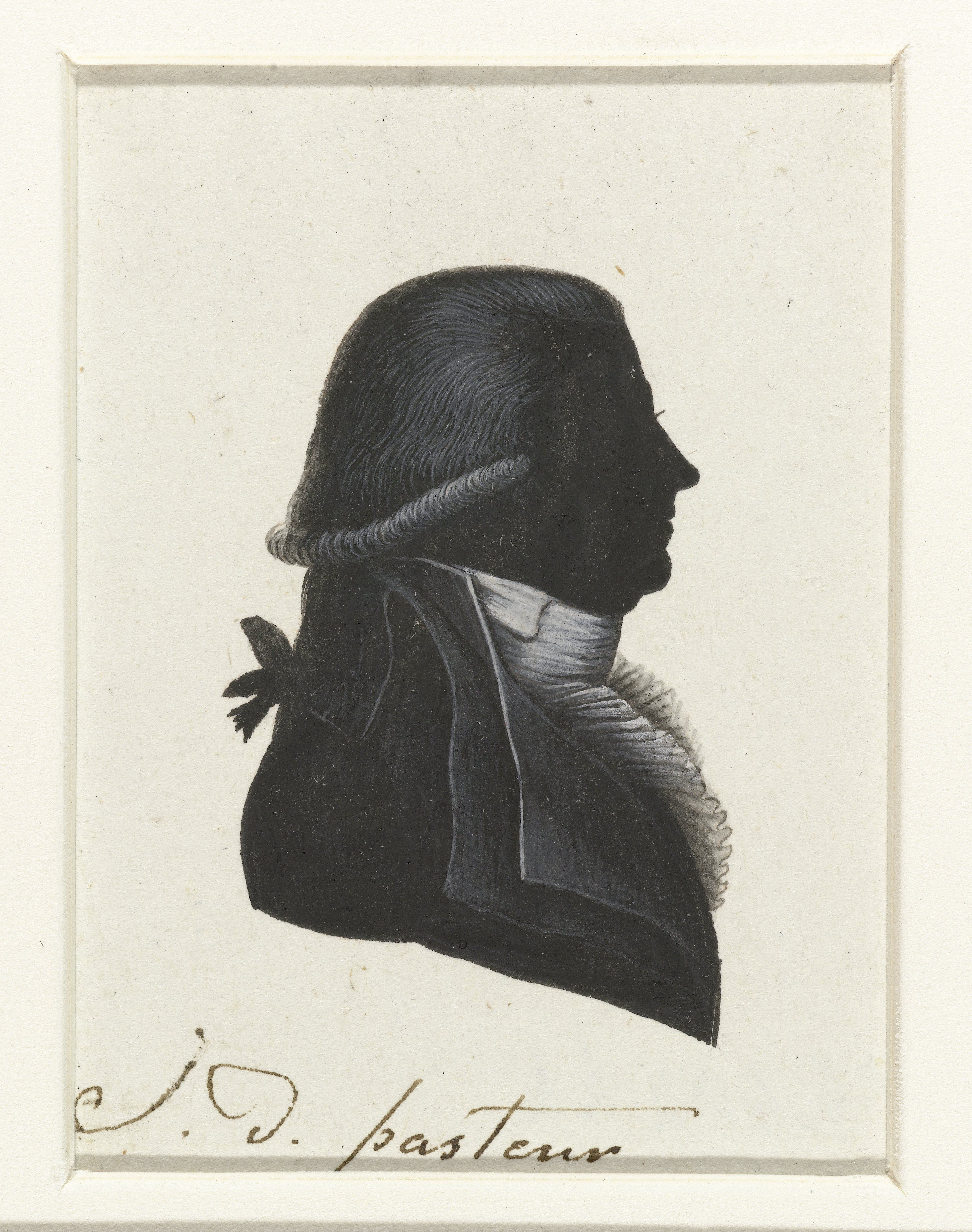
Jan David Pasteur

Jan David Pasteur (Leiden, 23 mei 1753 - Den Haag, 8 januari 1804) was een Nederlands politicus tijdens de Bataafse Republiek. Pasteur was een zeer getalenteerde
man die al op dertienjarige leeftijd werd ingeschreven als student in Leiden. Door het vroege
overlijden van zijn vader moest hij zijn academische loopbaan laten varen en werd hij
belastingambtenaar. Maar dankzij zijn politieke interesse en vooral ook zijn talenkennis werd
hij uiteindelijk als gezant naar Engeland en Frankrijk gestuurd. Zijn vrije tijd besteedde hij
aan het vertalen van vooral Engelse en Franse maar ook Duitse boeken.

## Leven
Hij begon zijn studie in 1766, werd in 1776 commies der konvooien en secretaris te 's-Gravendeel; in 1795 volbracht hij een zending naar Engeland en hij werd het volgende jaar lid van het bestuur der Marine van de Republiek en lid van de Eerste Nationale Vergadering. Na een zending naar Parijs volbracht te hebben opende hij in 1797 de eerste zitting van de tweede Nationale Vergadering met een toespraak. Op 22 januari 1798 werd hij bij de coup gevangengezet, maar na een half jaar ontslagen. In 1801 werd hij secretaris van het Wetgevend Lichaam.

## Werk
Hij liet meer dan 80 door hem geschreven of vertaalde boekdeelen en 300 losse stukken en verhandelingen na; een tooneelstuk, De Russen in N.-Holland of Vrijhart en Saartje, verscheen in Den Haag, 1800. Een oorspronkelijk werk is Beknopte natuurlijke historie der zoogende dieren (3 dln., Dordrecht 1801). De meeste andere werken zijn vertalingen van reizen, waaronder die van Le Vaillant en Cook en werken over natuurlijke historie als Faujas de St.-Fond, over de St.-Pietersberg (Amsterdam 1803).

## Vertaalde werken
- James Cook. Reizen rondom de waereld; vertaald door J.D. Pasteur
- William Bartram, Reizen door Noord- en Zuid-Carolina, Georgia, Oost- en West-Florida; de landen der Cherokees, der Muscogulges, of het Creek bondgenootschap en het land der Chactaws; vertaald door Jan David Pasteur (Haarlem: F. Bohn, 1794).
- L-S. Mercier: Het jaar twee duizend vier honderd veertig. Een droom. 1792-1793